# Felip de Borgonya (bisbe)
Felip de Borgonya (Brussel·les, 1464 - Wijk bij Duurstede, 7 d'abril de 1524), era fill il·legítim de Felip III de Borgonya dit «el Bó». L'any 1501 va rebre l'Orde del Toisó d'Or, i va viatjar a Roma el 1508 en qualitat d'ambaixador. Entre 1502 i 1517 va tenir el càrrec d'almirall a la flota borgonyona, i el 1517 va ser nomenat bisbe d'Utrecht. Al palau episcopal de Wijk bij Duurstede, Felip de Borgonya va portar una vida dissipada, delegant els assumptes religiosos als seus servents.

## Protector d'artistes
Va destacar pel seu suport a les arts. L'humanista Gerard Geldenhouwer, que va estar alguns anys al seu servei, va publicar el 1529 la seva biografia.
Va ser protector del pintor Jan Gossaert, que li va acompanyar en el seu viatge a Roma. A aquest pintor va encarregar la decoració d'un dels seus palaus, on Jan Gossaert va representar nus de temes profans que no tenien precedents a la pintura dels Països Baixos.